# Судзуки, Агури
Агури Судзуки (в русскоязычных СМИ распространено неточное написание Сузуки)  (яп. 鈴木 亜久里 Судзуки Агури, 8 сентября 1960 года, Токио) — бывший японский автогонщик. Он участвовал в чемпионатах Формулы-1 с 1988 по 1995 год, и его главным достижением было 3-е место в Гран-при Японии 1990 г. В 2006—2008 годах являлся генеральным директором команды «Супер Агури», участвовавшей в Формуле-1.